# Beauchêne (Loir-et-Cher)
Beauchêne település Franciaországban, Loir-et-Cher megyében. Lakosainak száma 165 fő (2022. január 1.). Beauchêne Danzé, Romilly, Saint-Marc-du-Cor és Le Temple községekkel határos.

## Népesség
A település népességének változása:
| Lakosok száma | 234  | 144  | 117  | 158  | 180  | 190  | 173  | 162  | 160  | 165  |
|               | 1968 | 1982 | 1990 | 2006 | 2013 | 2015 | 2017 | 2019 | 2020 | 2022 |